# Moudjahid ibn Jabr
 (décembre 2017).
Abou al-Hajjaj Moudjahid ibn Jabr al-Makki (en arabe : أَبُو الحَجَّاجِ مُجَاهِدُ بنُ جَبْرٍ المَكِّيُّ) plus connu sous le nom de Moudjahid est l'un des érudits musulmans les plus célèbres et les plus respectés parmi les tabi'in, expert dans les domaines de l'exégèse (tafsir) et de la lecture (qira'a) du Coran ainsi que dans la jurisprudence islamique (fiqh) et la transmission du savoir prophétique (hadith). 

## Biographie
Il est né à La Mecque durant le califat d'Omar ibn al-Khattâb. D'ascendance persane, il est parfois considéré comme un esclave affranchi de la tribu des Banû-Makhzoum bien que cela ne fasse pas l'unanimité.  
Il fait partie de l'armée musulmane qui assiège Constantinople sous la direction de Maslama ben Abd al-Malik, demi-frère du calife Sulayman et cousin de son successeur Omar ibn Abd al-Aziz. 
Il est mort en 104 AH (an 722 ou 723 du calendrier julien) à La Mecque. Ibn Hibban rapporte qu'il est mort en prosternation (soujoud) en accomplissant sa prière (salat). 

## Ses chouyoukh et ceux dont il a rapporté le hadith
Moudjahid apprend la théologie auprès de nombreux compagnons (sahaba) du Prophète et en particulier d'Abdullah ibn Abbas qui lui enseigne la lecture (qira'a) et l'interprétation (tafsir) du Coran ainsi que les traditions prophétiques (ahadith) et normes du droit musulman (charia). Selon ses propres dires, il récite trois fois le Coran à Ibn Abbas en s'interrompant à chaque verset (ayah) pour l'interroger sur les causes de sa révélation. On lui doit l'une des premières exégèses écrites du Coran : le tafsir Moudjahid (ar).
Moudjahid récupère des traditions prophétiques auprès d'une soixante-dizaine compagnons (dont Abu Huraira, Abdullah ibn Omar, Aïcha, Abdullah ibn Abbas, Jabir ibn Abdullah, Abu Sa`id al-Khudri, Ali ibn Abi Talib, Oumm Salama, Sa`d ibn Abi Waqqas et Ubay ibn Ka'b) avant de les transmettre à son tour : on lui connaît plus de 200 élèves et il figure dans près de 90 chaînes de transmission (asanid) du Sahih d'Al-Boukhari.  
Avide de connaissances et d'histoires, Moudjahid parcours la Terre pour en obtenir auprès des érudits musulmans (ouléma) et des gens du Livre (chrétiens et juifs). D'après lui-même, son acquisition de la science se fait sans intention particulière jusqu'à ce qu'Allah le dote d'une intention sincère et pure.    